# Lampasas, Texas
Lampasas là một thành phố thuộc quận Lampasas, tiểu bang Texas, Hoa Kỳ. Năm 2010, dân số của xã này là 6681 người.

## Dân số
- Dân số năm 2000: 6786 người.
- Dân số năm 2010: 6681 người.